# Geneva Open 2024
Geneva Open 2024 — тенісний турнір, що проходив на ґрунтових кортах у місті Женева, Швейцарія з 20 травня. Належав до категорії ATP 250.

## Фінальна частина

### Одиночний розряд
Каспер Рууд —  Томаш Махач 7–5, 6–3

### Парний розряд
Марсело Аревало /  Мате Павич —  Ллойд Ґласспул /  Жан-Жульєн Роєр 7–6(7–2), 7–5